# Nuva Macare
Nuva Macare, geboren als Jochem Nuva Macaré (Vlaardingen, 27 oktober 1997), is een Nederlands pianist/toetsenist en zanger die vooral werkzaam is als (live)sessiemuzikant bij verscheidene Nederlandse rock-, punk- en bluesacts.

## Biografie
Macare werd in 1997 geboren in de Zuid-Hollandse stad Vlaardingen. Zijn vader is van Indische afkomst. Kort na de geboorte van zijn jongere broer Wouter Macare in 1999 verhuisde het gezin naar de Gelderse plaats Bemmel. Aldaar groeide hij op en volgde het basisonderwijs aan het Bemmelse IKC Pius X. Ook volgde hij klassiek pianoles bij een privémuziekdocente in Bemmel. Gedurende zijn basisschooltijd ontwikkelde hij een vrij diepgaande interesse voor geologie. In 2010, direct na de basisschool, volgde hij de havo aan Notre Dame des Anges in Ubbergen. Hij koos onder andere muziek als examenvak. In 2014 deed Macare mee aan een showcase van de school, waarmee hij de eerste prijs won. Na het behalen van zijn diploma in 2015 ging hij aan het werk als sessiemuzikant.

## Stijl en invloeden

### Muzikale kenmerken
Kenmerkend voor de stijl van Macare is zijn doorgaans raspende zangstem alsmede zijn pianospel met veel glissando's, trillers en snelle solo's van zijn rechterhand en relatief harde begeleidingspartij van zijn linkerhand. Zijn speelstijl heeft dikwijls een vrij improvisatorisch karakter. Het sustainpedaal gebruikt hij vaak (ook) percussief en af en toe bespeelt hij de toetsen ook met zijn voeten. Qua sound probeert Macare naar eigen zeggen te streven naar een signatuur die zoveel mogelijk 'old school' klinkt.

### Thematiek
De liedteksten van Macare hebben tamelijk uiteenlopende thema's. Opvallend zijn de vaak terugkerende endemofilische aspecten van de teksten. Naar eigen zeggen probeert Macare zijn teksten zo simpel mogelijk te houden en zoveel mogelijk herhaling toe te passen als mogelijk is.

### Esthetiek
Macare heeft op de onderzijde van zijn polsen een tatoeage van een muzieksleutel. Op zijn linkerpols is dit de bassleutel en op zijn rechterpols de vioolsleutel. Het betreft een verwijzing naar de twee sleutels in de twee notenbalken van de bladmuziek voor piano, waarbij de notenbalk van de bassleutel vaak het bereik van linkerhand aangeeft en de notenbalk van de vioolsleutel vaak het bereik van de rechterhand. Voorts heeft Macare op zijn rechter bovenarm een tatoeage van de dharmachakra.

### Invloeden
Macare werd geïnspireerd door een breed palet van tamelijk uiteenlopende muziekstijlen. Zijn speelstijl is naar eigen zeggen vooral gebaseerd op blues- en rockmuziek. Qua pianospel noemt hij Jerry Lee Lewis en Nina Simone als zijn grootste voorbeelden. In de periode 2023–2024 vertolkte Macare de laatstgenoemde artiest zelfs (als pianist) in de Gelderse theatertour Nina's Story: een reeks Nina Simone-tribuutconcerten die werd georganiseerd vanwege het feit dat ze in Nijmegen had gewoond en 90 jaar zou zijn geworden. Qua zangstijl zegt Macare vooral geïnspireerd te zijn door Alice Cooper, John Fogerty en Janis Joplin.
Hoewel er nauwelijks iets van te horen is in zijn werk, is Macare zelf een groot liefhebber van klassieke muziek, in het bijzonder de romantiek. Ook is hij fan van film-, musical- en musicalfilmmuziek. Wel is zijn liefde voor vaudeville enigszins terug te horen in zijn bewerkingen van Shine On Harvest Moon en In Apple Blossom Time.

## Naam
Macare's alternatieve (tweede) voornaam 'Nuva' verwijst naar verscheidene elementen. Het betekent 'sneeuw' in het Hopi en is in deze taal ook een voornaam. Volgens Macare is het een referentie naar zijn 'sneeuwwitte' huidskleur. Ook is 'Nuva' een Indische jongens(voor)naam die mogelijk verband houdt met het Indische woord anuva ('kennis').

## Persoonlijk leven
Macare is dharmist en is van kinds af aan een fanatiek aanhanger van het boeddhisme en tevens het antinatalisme. Ook is hij beoefenaar van de Japanse krijgskunst aikido. Voorts is Macare is een groot liefhebber van whiskey.

## Trivia
- In het kader van milieu-impact ontzegt Macare internationale tournees.